# Suchy Potok Bobrowiecki
Suchy Potok (słow. Suchý potok) – potok, lewy dopływ Bobrowieckiego Potoku w słowackich Tatrach Zachodnich. Ma źródła na wysokości około 1450 m na północno-wschodnich stokach Przełęczy pod Osobitą. Spływa Doliną Suchą Orawicką w północno-wschodnim kierunku i przy górnym końcu polany Waniczka uchodzi do Bobrowieckiego Potoku. Następuje to na wysokości 880 m, w miejscu o współrzędnych 49°16′40″N 19°45′25″E/49,277778 19,756944. Największym dopływem jest prawobrzeżny Kwaśny Potok spływający Dolinką Kwaśną, poza tym zasilany jest kilkoma ciekami spływającymi spod Czoła i Bobrowieckiego Wierchu oraz Żlebem pod Siodło.
Suchy Potok od źródeł aż do ujścia cały czas płynie w zalesionym terenie. Jedynym odkrytym fragmentem jego biegu jest polana Pańskie Szałasiska, przez którą przepływa. Wzdłuż dolnej części jego biegu aż do dolnej części Żlebu pod Siodło prowadzi droga leśna.